# Piña de Esgueva
Piña de Esgueva è un comune spagnolo di 352 abitanti situato nella comunità autonoma di Castiglia e León.